# Edward Kienig
Edward Kienig (ur. 20 listopada 1936 w Wólce Lipowej) – polski geolog, polityk, senator III kadencji.

## Życiorys
Ukończył studia na Wydziale Geologiczno-Poszukiwawczym Akademii Górniczo-Hutniczej w Krakowie. W 1977 uzyskał stopień doktora. Pracował następnie w przemyśle miedziowym, m.in. w Zakładach Badawczych i Projektowych Miedzi „Cuprum” we Wrocławiu. Przewodniczył Związkowi Zawodowemu Pracowników Technicznych i Administracyjnych „Dozór”.
W latach 1993–1997 z ramienia Polskiego Stronnictwa Ludowego zasiadał w Senacie III kadencji, reprezentując województwo legnickie. Przewodniczył Komisji Gospodarki Narodowej, po 1997 wycofał się z polityki.
Jest żonaty, ma jedno dziecko
W 2000 odznaczony Krzyżem Oficerskim Orderu Odrodzenia Polski.